# Alchemilla suberectipila
Alchemilla suberectipila är en rosväxtart som beskrevs av Sergei Vasilievich Juzepczuk. Alchemilla suberectipila ingår i släktet daggkåpor, och familjen rosväxter. Inga underarter finns listade i Catalogue of Life.